# Бастион Морица
Бастион Морица (нем. Moritzbastei) — единственный дошедший до наших дней фрагмент средневековых фортификационных сооружений немецкого города Лейпциг в федеральной земле Саксония. На территории бастиона, возведённого в середине XVI века и названного в честь саксонского курфюрста Морица, располагается одноимённый культурный центр и музыкальный клуб.

## Описание
Имеющий традиционную пятиугольную форму бастион Морица был построен из красного кирпича и порфиритового туфа и значительно выступает за бывшую линию городской стены. На направленном в сторону поля шпице укреплен герб саксонского курфюршества, который, однако, из-за сильного выветривания породы, едва ли различим. Дошедшие до наших дней внутренние помещения — казематы, уходящие на два этажа под землю, были предназначены для постоя солдат и хранения различного рода оружия и припасов.
В прилегающем к бастиону парке Ленне располагаются памятники композитору Роберту Шуману и бургомистру Отто Коху; в сторону улицы нем. Universitätsstraße — памятник агроному Альбрехту Даниелю Тэеру.

## История
Обустройство дополнительных фортификационных сооружений по указанию курфюрста Морица было прямым следствием 21-дневной осады Лейпцига в январе 1547 года в ходе Шмалькальденской войны и должно было усилить обороноспособность города. Проект бастиона принадлежит, с большой долей вероятности, придворному военному инженеру Каспару фогту фон Вирандту (нем. Caspar Vogt von Wierandt); непосредственно строительными работами руководил Иероним Лоттер, впоследствии занимавший пост лейпцигского бургомистра. В системе городских укреплений бастион Морица обладал ключевым значением на юго-восточном участке городских стен между Гриммскими воротами (нем. Grimmaisches Tor) и воротами св. Петра (нем. Peterstor).
Неоднократно повреждённый в Тридцатилетней войне, когда Лейпциг несколько раз переходил из рук в руки, бастион Морица окончательно утратил своё военное значение в начале XVIII века. Показав свою неэффективность в Северной войне, с тех пор он использовался в качестве склада, а также как место ремесленного производства.
В 1796—1834 годах по проекту городских архитекторов Иоганна Карла Фридриха Дауте и Августа Вильгельма Канне на стенах старого бастиона было выстроено здание Первой городской школы в классицистическом стиле, которая стала первой внеконфессиональной городской школой в Германии. В её стенах в декабре 1848 года был открыт художественный Городской музей — в настоящее время Музей изобразительных искусств.
Здание городской школы, отошедшее в 1875 году Высшей женской профессиональной школе (нем. Höhere Schule für Frauenberufe), известной также как школа св. Анны, было почти полностью разрушено в результате авиабомбардировки Лейпцига во Второй мировой войне. Руина школы была снесена в ходе реконструкции центра города, а её обломки заполнили казематы бастиона, на месте которого был насыпан засаженный кустарниками и цветами искусстванный холм, ставший частью опоясывающего внутренний город парка-променада.
В конце 1960-х годов, в связи со строительством нового центрального кампуса университета с его характерным высотным зданием, на территории старого бастиона Морица было решено организовать центральный студенческий клуб. Начиная с 1974 года, усилиями 30 000 студентов, среди которых была юная Ангела Меркель, удалось произвести расчистку участка, так что к 1 декабря 1979 года клуб начал свою работу; окончательное открытие «крупнейшего студенческого клуба Европы» состоялось в феврале 1980 года. Ежегодно здесь проводилось до 800 мероприятий с более чем 300 000 посетителей.
В ходе саксонской университетской реформы бастион Морица был в 1992 года снят с баланса университета, перейдя в собственность города. В 1993 году он был передан в управление возглавляемого ректором университета фонда нем. Stiftung Moritzbastei Leipzig, целью которого является поощрение и поддержка академической и студенческой субкультуры в Лейпциге. Фактически деятельность клуба организует Moritzbastei Betriebs GmbH.